# Molophilus (Austromolophilus) wilto
Molophilus (Austromolophilus) wilto is een tweevleugelige uit de familie steltmuggen (Limoniidae). De soort komt voor in het Australaziatisch gebied.